# Nostalgia anioła (film)
Nostalgia anioła (ang. The Lovely Bones, 2009) – brytyjsko-amerykańsko-nowozelandzki dramat filmowy w reżyserii Petera Jacksona i według scenariusza Jacksona, Fran Walsh i Phillippy Boyens. Scenariusz filmu oparto na powieści Alice Sebold pt. Nostalgia anioła. Film swoją światową premierę miał 11 grudnia 2009 roku.

## Fabuła
Rok 1973. 14-letnia Susie Salmon mieszka wraz z rodzicami w Pensylwanii. Pewnego dnia, gdy wraca do domu ze szkoły, trafia na jej sąsiada, George Harveya, który gwałci ją i zabija. Po śmierci Susie trafia do własnego nieba, gdzie poznaje drugą ofiarę pedofila, Holly. W niebie Susie może otrzymać wszystko, czego tylko zapragnie, oprócz powrotu do żywych. Od tej pory obserwuje życie na ziemi, zmagania ich bliskich z tragedią, losy jej rodzeństwa, oraz kolejne poczynania swojego mordercy.

## Obsada
- Saoirse Ronan jako Susie Salmon
- Mark Wahlberg jako Jack Salmon
- Rachel Weisz jako Abigail Salmon
- Susan Sarandon jako babcia Lynn
- Stanley Tucci jako George Harvey
- Jake Abel jako Brian Nelson
- Michael Imperioli jako Len Fenerman
- Amanda Michalka jako Clarissa
- Rose McIver jako Lindsey Salmon
- Reece Ritchie jako Ray Singh
- Carolyn Dando jako Ruth Conners
- Nikki SooHoo jako Holly

## Nagrody
Oscary 2010
- nominacja: najlepszy aktor drugoplanowy − Stanley Tucci

Złote Globy 2009
- nominacja: najlepszy aktor drugoplanowy − Stanley Tucci

Nagroda Gildii Aktorów Filmowych 2009
- nominacja: najlepszy aktor drugoplanowy − Stanley Tucci

Nagroda BAFTA 2009
- nominacja: najlepsza aktorka pierwszoplanowa − Saoirse Ronan
- nominacja: najlepszy aktor drugoplanowy − Stanley Tucci